# Роман, Андрес Фелипе
Андрес Фелипе Роман Москера (англ. Andrés Felipe Román Mosquera; род. 5 октября 1995, Богота) — колумбийский футболист, защитник клуба «Атлетико Насьональ».

## Клубная карьера
Роман начал профессиональную карьеру в клубе «Мильонариос». 28 мая 2017 года в матче против «Депортиво Кали» он дебютировал в Кубке Мустанга. В своём дебютном сезоне Андрес стал чемпионом Колумбии.
15 июля 2022 года Роман стал игроком клуба «Атлетико Насьональ», подписав однолетний контракт с опциями продления ещё на три сезона. 15 июня 2023 года он продлил контракт с клубом 2026 года.

## Достижения
Командные
«Мильонариос»
- Чемпион Колумбии: Финалисасьон 2017